# Esta soy yo (canción de Francisca Valenzuela)
Esta soy yo es una canción de la cantante chilena Francisca Valenzuela. Es el noveno tema del segundo álbum Buen soldado y a pesar de contar con videoclip no fue lanzado como sencillo del álbum.

## Créditos

### Personal
- Francisca Valenzuela – voz y piano.
- Pablo Ilabaca – guitarra eléctrica.
- Mocky – bajo.
- Paul Taylor – batería.
- Vicente Sanfuentes – sintetizador y bronces.

### Grabación
- Vicente Sanfuentes: coproductor, arreglos y mezcla.
- Mocky: coproductor y arreglos.
- Francisca Valenzuela: coproductor y arreglos.
- Gonzalo "Chalo" González: grabación (Estudios Atómica), mezcla y masterización (Estudios Triana)
- Ignacio Soto Kallens: ingeniero asistente de grabación.
- Vicente Ríos: asistente de grabación.

## Video musical
La canción cuenta con un video filmado en los estudios Nut Roaster en Nueva York y dirigido por Drew Norton.

## En la cultura popular
- Banda sonora de la segunda temporada de Niñas mal, serie de MTV en 2013.
- Aparece en el capítulo "La encrucijada" de la telenovela argentina Guapas de 2014.
- Aparece en varios comerciales de la tienda Johnson.

- Datos: Q20014913